# Isònim
En genealogia genètica, l'estudi de repeticions de cognoms rep el nom d'isonímia.
En taxonomia botànica, un isònim és el nom d'un tàxon que és idèntic a un altre, basat en el mateix tipus nomenclatural, però publicat en un moment diferent per autors diferents. Els isònims proposats més tard cal descartar-los (no són noms botànics) i mantenir només el primer (encara que no sigui necessàriament el nom acceptat per al tàxon). Una excepció són els noms familiars que han estat conservats; el lloc de la publicació llistada per aquests noms és considerat com a correcte i el nom vàlid i legítim, fins i tot si una publicació anterior del mateix nom és descoberta.